# István Fekete
István Fekete (Gölle, 25 de enero de 1900 - Budapest, 23 de junio de 1970) fue un escritor húngaro, uno de los autores más populares húngaros. Sus libros son clásicos de la literatura infantil y juvenil, especialmente sus historias sobre animales. Ha sido traducido a más de 10 idiomas. La mayoría de sus libros importantes han sido llevados al cine o la televisión, a veces con gran éxito internacional.

## Obra
La valoración de su obra es conflictiva. Durante la época comunista fue tolerado por el régimen, pero su nombre desapareció de los libros de literatura. Podía publicar y de hecho sus libros eran extremadamente populares, pero la crítica no se ocupaba de él. A pesar de eso, sobre todo al final de su vida, recibió mayor reconocimiento y algunos premios importantes. Sobre su estilo se han escrito numerosos estudios, algunos lo han calificado de literatura del pueblo o folclórica, otros de literatura infantil y juvenil (es lo más habitual), por último otros incluso hablan de un realismo mágico, de tono de cuento de hadas (aunque no en todas sus obras). Otro aspecto destacado son sus descripciones de la naturaleza y, en sus cuentos infantiles o juveniles, los nombres inventados para representar animales, originales y con un encanto único.
Entre sus obras más conocidas se encuentra la novela juvenil Vuk (1965), encantadora historia sobre un zorrito que pierde a su familia por culpa de unos cazadores y tendrá que aprender a sobrevivir. Existe una película de dibujos animados basada en el libro: Vuk, un zorrito muy astuto (Attila Dargay, 1980), que tuvo bastante éxito.
Otro de sus libros más destacados es El castillo de púas (Tüskevár, 1957), sobre las aventuras de unos niños de la ciudad que veranean en el lago Balatón y entran en contacto con la verdadera naturaleza. Por esta novela recibió el premerio literario Attila József en 1960. 

## Obras
- El testamento de la rama de la familia Koppányi (1937, A koppányi aga testamentuma, novela histórica juvenil)
- Braceros (1939, Zsellérek)
- Csí (1940, novela de animales)
- Kele (1955, novela de animales, sobre una cigüeña)
- Lutra (1955, novela de animales, sobre una nutria)
- Castillo de púas (1957, Tüskevár, novela juvenil)
- Cardo (1957, Bogáncs, novela)
- El soto invernal (1959, Téli berek, novela, continuación de Castillo de púas)
- Vuk (1965, novela de animales, sobre un zorrito)
- Hu (1966, novela de animales, sobre un búho)
- Tiempo caminante (1970, Ballagó idő, novela autobiográfica)

## Premios
- Primer Premio del concurso literario Géza Gárdonyi en 1937
- Premio Attila József en 1960
- Medalla de Oro al Trabajo en 1970